# Panenteisme
 Ikke at forveksle med Panteisme.
Panenteismen er en filosofisk-teologisk retning, som hævder at ikke alene findes Gud i alt, verden er også i Gud, og Gud er hele verden og mere til.
Panenteismen udgør således en mellemposition mellem panteismens allestedsnærværende Gud og den personlige Gud, man ser i kristendommen.